# 天主教普照中學
天主教普照中學（英語：Po Chiu Catholic Secondary School）是位於香港九龍油塘的一所中學，毗鄰油塘邨，於1970年創立，1999年遷入現址。

## 歷史
此校原名普照書院，由比利時天主教聖母聖心會史達生神父（Rev. Ernest Stassen）於1962年開始籌辦，直至1970年才正式以「油塘灣天主教中學」名義創辦，原校址位於九龍油塘茶果嶺道555號，早年僅收男生，共設27班（包括專為有學習遲緩學生而設的3班「特殊班」）。在開辦的首兩年，因原址未落成，學生曾先後被安排於觀塘秀茂坪邨的「香港在職師訓班同學會學校」，以及位於高超道邨、屬同一辦學機構的「天主教普澤學校」上課，直到該校舍在1972年9月落成為止；同時，校名亦正式定為「普照書院」。
1981年起，此校開始於預科同時錄取男女生，但中一入學仍維持只收男生的慣例。及後，又於約1990年代中起改用母語教學至今。
1996年，此校正式收到地下鐵路公司（現為港鐵公司）通知，將在原來校址興建將軍澳綫的油塘站，校舍需要拆卸。其後，政府以私人協約批地方式，撥出位於油塘邨重建計劃內、原訂用作興建小學的一座擬建校舍，以重置此校，並交由地鐵公司代建。1999年7月，由地鐵代建的新校舍建成啟用，並正式改名為天主教普照中學。與此同時，此校亦全面改為一所男女校。
2000年4月15日，重置校舍舉行祝聖及揭幕禮，由時任天主教香港教區主教胡振中樞機主持。

## 班級及課程
此校目前各級均設4班，共設24班，除英文科外均以中文授課。
而在高中選修科目方面，此校設經濟、地理、旅遊與款待、資訊及通訊科技、物理、化學、生物、企會財、視覺藝術，以及倫理與宗教，一共開辦11科。

## 校舍
此校現時的校舍，為一座採用特別設計的1995年版中學靈活式校舍，佔地約6,000平方米，設有30間課室及各種特別室。除了連接油塘邨邨路的閘口外，此校亦設有另一條私家路（名為「普照路」），接駁油塘里。值得一提的是，此校亦是九龍地區唯一一座中學版本的靈活式校舍。
現有校舍連同聖安當小學重置校舍，皆為地鐵公司就興建油塘站而進行的賠償工程，由新福港負責興建，於1998年1月動工，1999年落成，並於同年7月26日交付。

### 校舍圖集

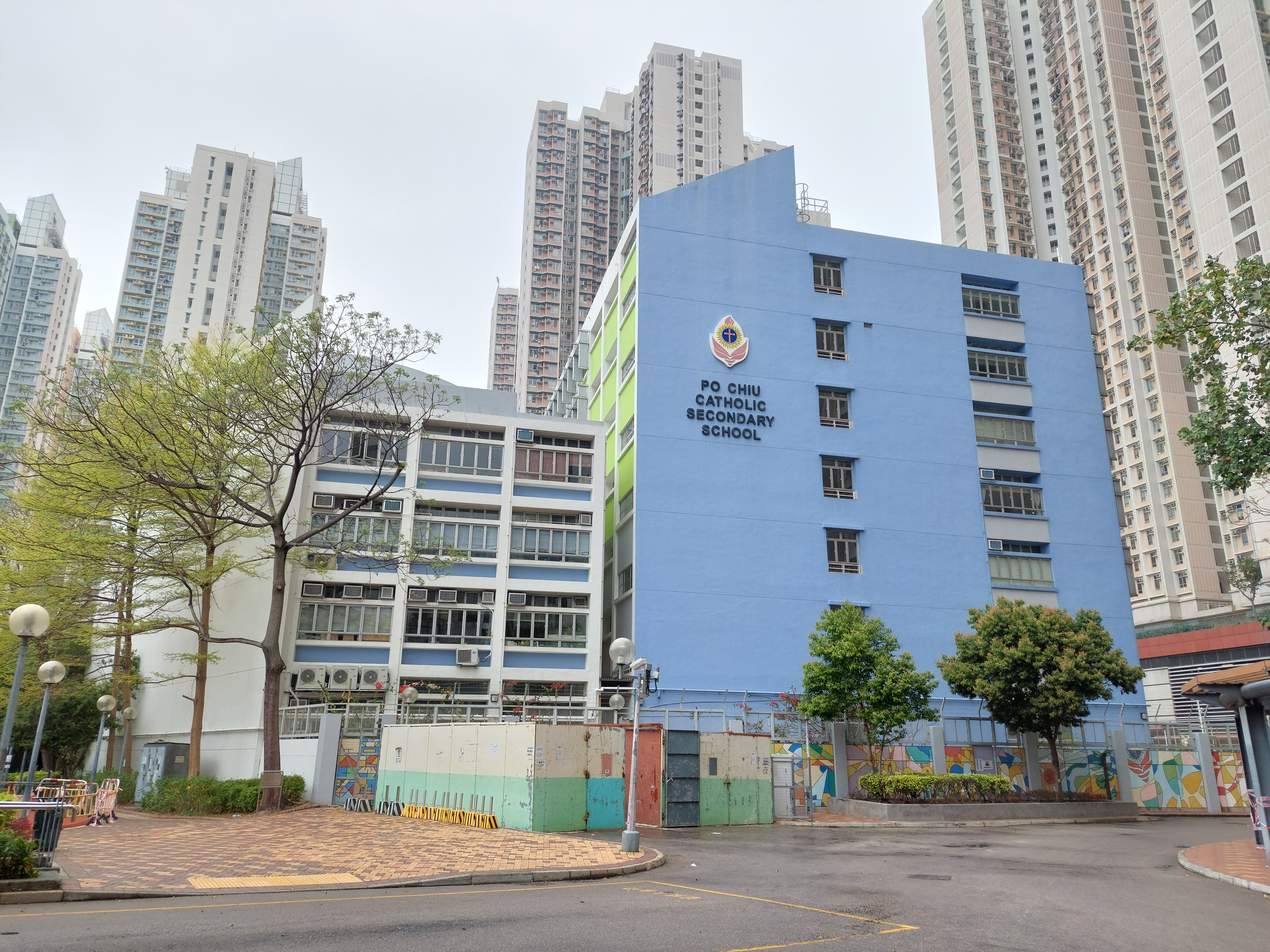
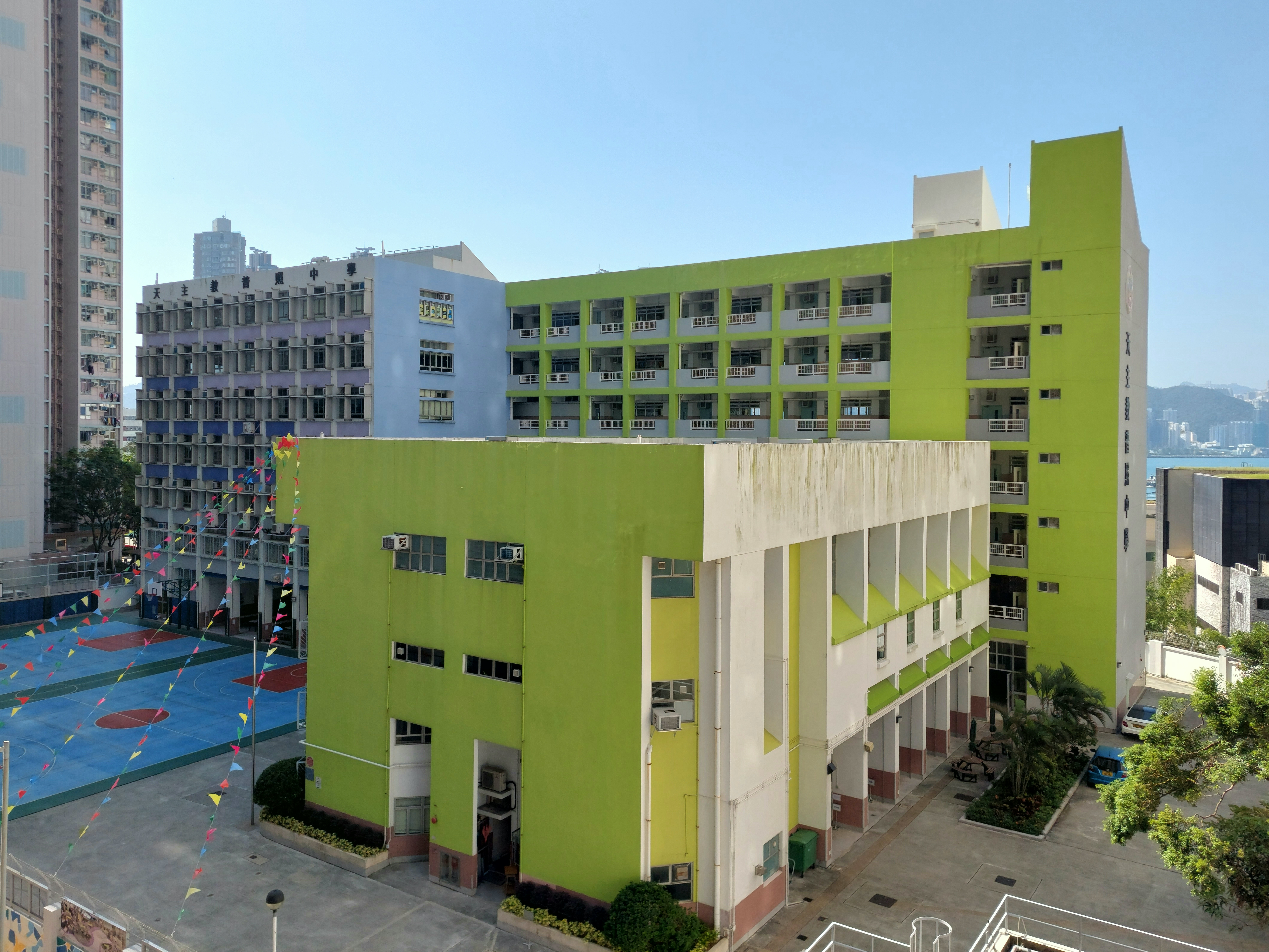
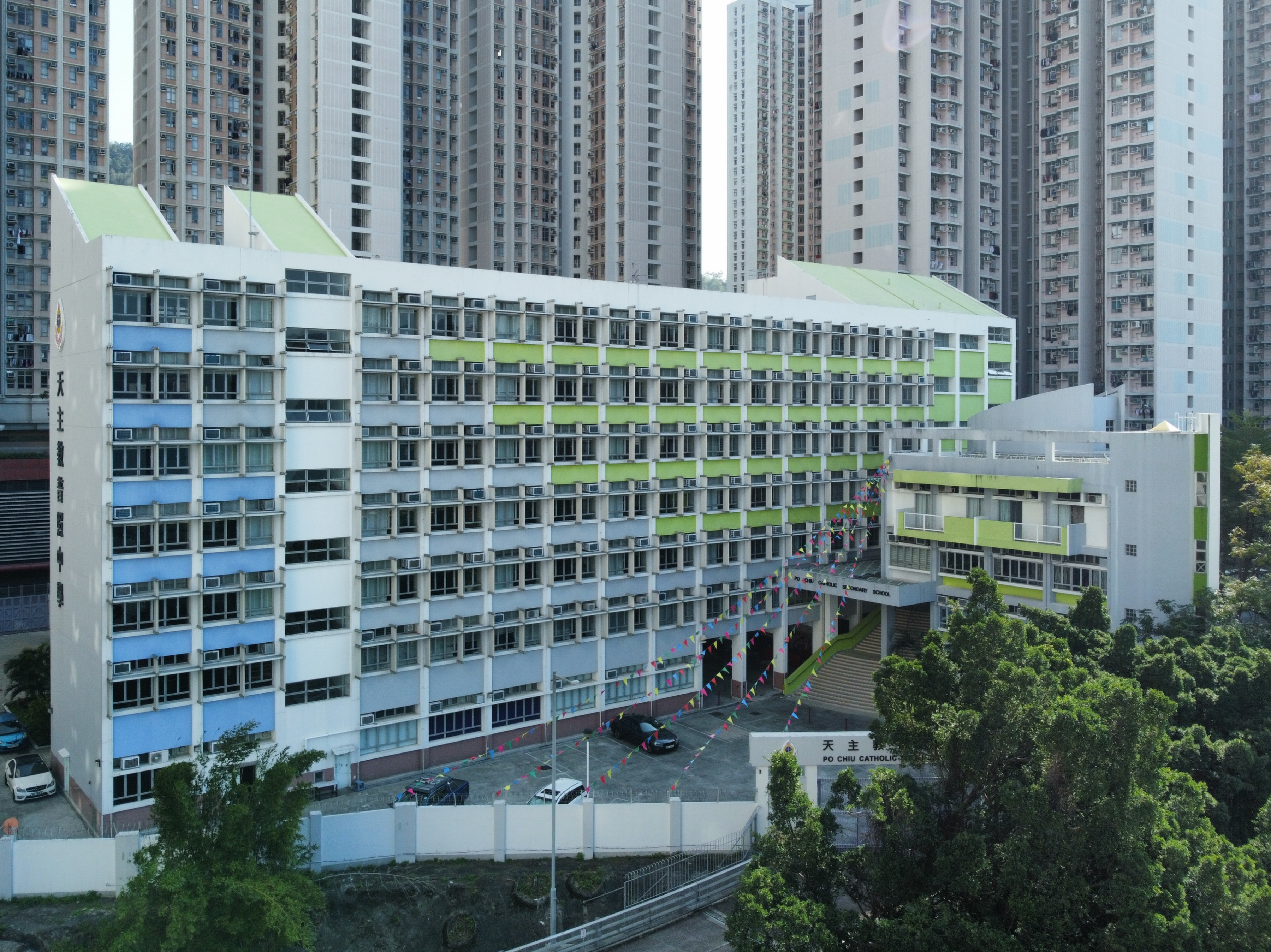

## 歷任管治人員[10]

### 校監
- 史達生神父（1970年-1972年，創校校監，首年兼任校長）
- 艾生恩神父（1972年-1987年）（2022年逝世）
- 田恆利神父（1987年-1991年）
- 何德光神父（1991年-1996年）[3]
- 狄和詩神父[11]（1996年-2002年）
- 譚永亮神父（2002年起，現任校監）

### 校長
- 史達生神父（1970年-1971年，創校校長，兼任校監）
- 朱蔭均神父[12]（1971年-1978年）
- 江肇基先生[13]（1978年-1989年，首位非神職人員校長）
- 馮錦照先生，MH[14]（1989年-2005年）
- 李劍華先生（2005年-2019年，現任明愛職業訓練及教育服務總主任、明愛元朗陳震夏中學及明愛華德中書院校監[15]）
- 李玳華女士（2019年-2023年1月）
  - 吳基靈先生（2023年2月-2023年8月，署任校長）
- 袁玉蘭女士（2023年9月履新，現任校長；由同系天主教鳴遠中學調任）

## 著名校友

### 學術及教育界
- 洪松勳：單車名將洪松蔭的堂兄，前觀塘區議會議員，榮休香港教育大學社會科學系助理教授
- 陳漢夫：嶺南大學學術暨教務副校長兼科學計算講座教授（1975年畢業）
- 伍德基：香港中文大學校友會聯會張煊昌中學前校長（1977年畢業）
- 周慶中：東華三院黃鳳翎中學及東華三院辛亥年總理中學前校長（1978年畢業）
- 何榮漢：香港教育大學宗教教育與心靈教育中心經理
- 司徒元傑：香港藝術館中國書畫館館長（1976年中五畢業）

### 傳媒、體育、藝術及娛樂界
- 潘少權：團結香港基金旗下中國文化研究院副院長，前晴報總編輯，曾出任此校校友會首屆主席（1976年畢業）
- 張楚翹：填詞人（2007年中五畢業[16]）
- 許金峰：前亞視新聞及香港電台《鏗鏘集》主持，其後曾任Buzplay行政人員（1976年畢業）
- 陳逸寧：香港電視藝員
- 伍煒林：香港極限運動運動員（滑板），著名饒舌樂手
- 徐繼宗：香港著名音樂人（1994年中七畢業）
- 周志文：前無綫電視藝人（2006年中五畢業）
- 曾比特：香港著名男歌手（2013年中六畢業）
- 梁家杰：TeamWeAcademy旗下英雄聯盟電競青訓選手、台服菁英1100分（台灣伺服器第四名）、14歲天才中單（未完成中五課程），曾經獲得LDL聯賽常規賽MVP，現已轉會到PSG Talon
- 張仲恒 : 香港電視廣播有限公司旗下TVB MUSIC GROUP行政總裁

### 商界
- 子釗：四洲集團董事總經理（1981年畢業）

### 政界
- 柯創盛：前立法會議員（九龍東）、觀塘區議會主席（1994年中五畢業）

### 紀律部隊
- 孫貴良：前警務處助理處長，東九龍總區指揮官（1975年畢業）

## 著名現任/前任教職員
- 胡敦靄：前香港浸會大學經濟學系副教授（1973年至1974年，任教經濟與公共事務科）
- 雷雄德：香港運動科學學者及香港教育大學健康與體育學系高級講師（1981-85年間為此校體育科教師）[17]

## 軼事及事件
- 此校視覺藝術科科主任吳楚源，於2012年6月獲頒行政長官卓越教學獎的「藝術教育學習領域」獎項。[18]
- 2017年10月12日，此校一名17歲麥姓中六男生，疑因不堪學業、生活等壓力，在鄰近學校的大本型商場跳樓自殺身亡，事後其兄長尋獲遺書；此前，死者的班主任和部分同學亦收到遺書[19]。

## 外景場地
- 2024年ViuTV電視劇《無人之境》第7-8集，曾在此校取景。
- 2024年香港女歌手李幸倪粵語單曲《新牌仔》之MV，全片均於此校各處取景。

## 另見
- 天主教普愛學校，由聖母聖心會史達生神父於1959年在紅磡創立的小學，於2008年結校。

## 註解
1. ↑  此校舍在興建時，已設有標準校舍所沒有的附翼，並加大天台水缸及泵房；而且，外牆終飾與標準略有不同，包括在窗戶位置增加了建築鰭、禮堂第一扇窗戶被封上，而梯間窗戶亦較標準的略大

## 資料來源
1. ↑   (PDF). 天主教普照中學.   [2024-02-16]. （原始内容存档 (PDF)于2024-07-24）.
2. ↑   (PDF). 天主教普照中學: 8-9. 1980  [2021-05-20]. （原始内容存档 (PDF)于2021-05-20）.
3. 1 2  香港教育工作者聯會香港教育資料中心. . 商務印書館. 1993: 433.
4. ↑  賀國強. . 中大出版社. 1995: 258.
5. ↑  .   [2019-03-16]. （原始内容存档于2020-02-22）.
6. ↑  . 天主教普照中學. 2000: 31.
7. ↑  .   [2021-08-14]. （原始内容存档于2021-08-14）.
8. 1 2  .   [2021-05-20]. （原始内容存档于2021-05-20）.
9. ↑  . 新福港.   [2019-06-30]. （原始内容存档于2019-07-10） （中文（繁體））.
10. ↑  . 天主教普照中學. 2010: 19-21.
11. ↑  賀國強. . 香港浸會大學教學發展中心. 1999: 105.
12. ↑  . 香港工商日報. 1984-03-28  [2023-10-26]. （原始内容存档于2023-10-30）.
13. ↑  香港教育資料中心. . 商務印書館. 1988: 330.
14. ↑  .   [2021-05-20]. （原始内容存档于2010-07-15）.
15. ↑  . 立場新聞. 2021-01-22  [2021-05-20]. （原始内容存档于2021-05-20）.
16. ↑   (PDF). 天主教普照中學. 2007  [2019-03-22]. （原始内容存档 (PDF)于2022-06-15）.
17. ↑  . Topick. 2021-06-23  [2021-08-17]. （原始内容存档于2021-08-17）.
18. ↑  .   [2012-11-24]. （原始内容存档于2019-08-11）.
19. ↑  . 明報. 2017-10-13  [2021-06-13].

## 外部連結
- 天主教普照中學（页面存档备份，存于）